# Condado de Gila
O Condado de Gila é um dos 15 condados do estado americano do Arizona. A sede do condado é Globe, e sua maior cidade é Globe.
O condado possui uma área de 12 421 km² (dos quais 73 km² estão cobertos por água), uma população de 51 335 habitantes, e uma densidade populacional de 4 hab/km² (segundo o censo nacional de 2000).
O condado foi fundado em 1881.